# Economia do Zimbabwe
A Economia do Zimbabwe sofreu com severa hiperinflação até 2009, apresentando quedas do Produto Interno Bruto sucessivas durante anos. A sua moeda até a época, o Dólar zimbabuano, representada pela símbolo Z$, desvalorizava-se a taxas oficiais de 4500% ao mês, e extra-oficiais de 9000%. Em 2009 o país adotou o dólar americano como moeda, além de permitir o uso de moedas dos países vizinhos, como o pula de Botswana e o rand da África do Sul.
Em 2019, o Dólar do Zimbábue voltou a ser uma das moedas oficiais do país.

## História
O Zimbábwe já foi um dos países mais economicamente prósperos da África meridional, especialmente na parte sul, que desde o descobrimento, se desenvolveu mais do que a norte.

## Crise de hiperinflação

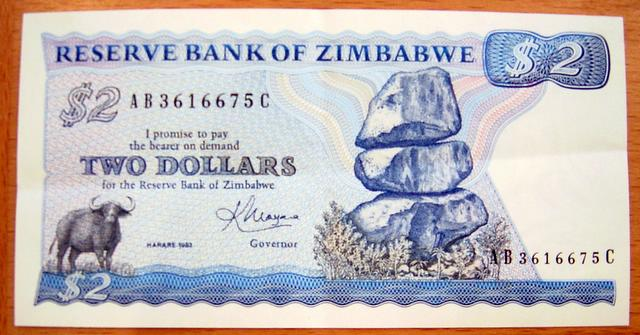
Dólar zimbabweano de 1983, actualmente uma nota de Z$ 2 tem apenas valor numismático.

Desde 2000 encontra-se em uma profunda crise, além da hiperinflação, há um alto índice de desemprego, pobreza e uma crônica escassez de combustíveis, alimentos e moedas estrangeiras.
A hiperinflação vem destruindo a economia do país, arrasando com o sector produtivo. Uma medida governamental congelou os preços, causando desabastecimento, fortalecimento do mercado negro e prisão de comerciantes contrários à medida.
Em Julho de 2007, foi lançada a cédula de 200 mil dólares zimbabweanos, que apesar do elevado valor de face, é capaz de comprar pouco mais do que um quilo de açúcar. No mercado paralelo, a moeda era cotada a 1 dólar americano. Em maio de 2008, foi lançada a cédula de 500 milhões e em julho do mesmo ano foram lançadas cédulas com valores a partir de 100 bilhões de dólares zimbabweanos.
Houve uma reforma monetária que entrou em vigor em agosto deste mesmo ano, no entanto, a taxa inflacionária parece não ceder, havendo projeções de que haja a necessidade de nova reforma em breve. Quando chegou ao poder, Mugabe privatizou os elefantes para evitar uma extinção deles e ampliar a produção de marfim.

## Comércio Exterior
O principal parceiro comercial do Zimbábwe é a África do Sul, responsável, em 2006, por 32,3% das exportações e 46,1% das importações
Em 2020, o país foi o 114º maior exportador do mundo (US $ 4,2 bilhões). Na soma de bens e serviços exportados, chega a US $ 4,7 bilhões, ficando em 120º lugar mundial. Já nas importações, em 2019, foi o 131º maior importador do mundo: US $ 4,7 bilhões.

## Setor primário

### Agricultura
O Zimbábue produziu, em 2018:
- 3,3 milhões de toneladas de cana-de-açúcar;
- 730 mil toneladas de milho;
- 256 mil toneladas de mandioca;
- 191 mil toneladas de legume;
- 132 mil toneladas de tabaco (6º maior produtor do mundo);
- 106 mil toneladas de banana;
- 96 mil toneladas de laranja;
- 90 mil toneladas de soja;
- 80 mil toneladas de sorgo;
- 60 mil toneladas de batata;
- 55 mil toneladas de cevada;
- 42 mil toneladas de amendoim;
- 38 mil toneladas de algodão;

Além de produções menores de outros produtos agrícolas.

### Pecuária
Na pecuária, o Zimbábue produziu, em 2019: 108 mil toneladas de carne bovina; 52 mil toneladas de carne de frango; 24 mil toneladas de carne de cabra; 425 milhões de litros de leite de vaca, entre outros.

## Setor secundário

### Indústria
O Banco Mundial lista os principais países produtores a cada ano, com base no valor total da produção. Pela lista de 2018, o Zimbábue tinha a 108ª indústria mais valiosa do mundo (US $ 2,5 bilhões).
Em 2014, o país produziu perto de 900 veículos (um dos países do mundo que menos produzem). Em 2019 não estava entre os 40 maiores produtores de aço.

### Mineração
Em 2019, o país era o 3º maior produtor mundial de platina e o 6º maior produtor mundial de lítio.
Na produção de ouro, em 2017 o país produziu 23,9 toneladas.

### Energia
Nas energias não-renováveis, em 2020, o país não produzia petróleo. Em 2011, o país consumia 19 mil barris/dia (130º maior consumidor do mundo). Em 2015, o país não produzia gás natural. Na produção de carvão, o país foi o 37º maior do mundo em 2018: 2,7 milhões de toneladas.
Nas energias renováveis, em 2020, o país não produzia energia eólica nem energia solar.

## Decrescimento do PIB zimbabueano
- 2002 -4,4%
- 2003 -10,4%
- 2004 -3,8%
- 2005 -5,3%
- 2006 -4,8%
- 2007 -5.7%
- 2008 -3.8%